# 芝州
芝州（ししゅう）は、中国にかつて存在した州。唐代から北宋にかけて、現在の広西チワン族自治区忻城県一帯に設置された。

## 概要
芝州の設置年代は判明していない。742年（天宝元年）、芝州は忻城郡と改称された。758年（乾元元年）、忻城郡は芝州の称にもどされた。芝州は嶺南道の安南都護府に属し、忻城・富川・平西・楽光・楽艶・多雲・思竜の7県を管轄した。
北宋により芝州は羈縻州とされた。1043年（慶暦3年）、芝州は廃止され、属県の忻城県は宜州に転属した。